# VHS (album)
VHS is het eerste album van de Amerikaanse alternatieve rockband X Ambassadors. Het werd uitgegeven op 30 juni 2015 door KIDinaKORNER en Interscope Records. Op het album staan drie singles, "Jungle", "Renegades" en "Unsteady".

## Nummers
| Nr. | Titel                                | Duur |
| --- | ------------------------------------ | ---- |
| 1.  | Y2K Time Capsule                     | 0:31 |
| 2.  | Renegades                            | 3:15 |
| 3.  | Moving Day (Interlude)               | 0:19 |
| 4.  | Unsteady                             | 3:13 |
| 5.  | Hang On                              | 3:00 |
| 6.  | Gorgeous                             | 3:17 |
| 7.  | First Show (Interlude)               | 0:11 |
| 8.  | Fear (met Imagine Dragons)           | 2:41 |
| 9.  | Smoke (Interlude)                    | 0:24 |
| 10. | Nervous                              | 3:33 |
| 11. | Low Life (met Jamie N Commons)       | 4:40 |
| 12. | Adam & Noah's Priorities (Interlude) | 0:27 |
| 13. | B.I.G.                               | 3:29 |
| 14. | Feather                              | 3:17 |
| 15. | Superpower                           | 3:12 |
| 16. | Loveless                             | 3:19 |
| 17. | Jungle (met Jamie N Commons)         | 3:09 |
| 18. | Good News on the Remix (Interlude)   | 0:51 |
| 19. | Naked                                | 3:21 |
| 20. | VHS Outro                            | 1:25 |

| Nr. | Titel | Duur |
| --- | ----- | ---- |
| 21. | Skin  | 4:26 |
| 22. | Heist | 3:34 |